# Loudetia demeusei
Loudetia demeusei är en gräsart som först beskrevs av De Wild., och fick sitt nu gällande namn av Charles Edward Hubbard. Loudetia demeusei ingår i släktet Loudetia och familjen gräs. Inga underarter finns listade i Catalogue of Life.